# 牛諒
牛諒，字士良，山东東平人。明朝初期政治人物，礼部尚书。
洪武元年，牛谅中秀才，后任典簿。其与張以寧出使安南归还后，三次升任，从工部員外郎、禮部侍郎直至禮部尚書。后参与制定祭祀礼仪，与詹同等人讨论免去牲祭以及着装问题。洪武七年，其上奏为三皇立廟祭祀，制定《禮志》。后因怠职降为主事，后升官。此后又遭罢免。